# (14442) 1992 SR25
(14442) 1992 SR25 là một tiểu hành tinh vành đai chính. Nó được phát hiện bởi Henry E. Holt ở Đài thiên văn Palomar ở Quận San Diego, California, ngày 30 tháng 9 năm 1992.